# Fem på spaning
Fem på spaning är en animerad TV-serie som sänds i Storbritannien på Disney Channel. Det är en brittisk och fransk samproduktion, baserad på Fem-böckerna av Enid Blyton. Några av avsnitten är skapade av Douglas Tuber och Tim Maile, de som skrev Lizzie McGuire. 14 juni 2008 hade serien premiär på Disney Channel i Sverige.

## Handling
Jo, Max, Allie och Dylan är det ursprungliga Fem-gängets barn. Max, Allie och Dylan är kusiner medan Jo är deras syssling. Liksom sina föräldrar, har de en hund som heter Timmy. Under sina äventyr, kan de nya Fem använda nyare teknologi som laptopdatorer och mobiltelefoner, vilket deras föräldrar inte hade.

## Karaktärer
- Jo är en förkortning av Jyoti, ett ord på Hindi som betyder ljus. Hon är George Kirrins dotter och är som hon, en pojkflicka. Hon har förkortat sitt namn till Jo för en mer manlig form. Hon är av britt-indiskt ursprung; hennes pappa heter Raavi och George mötte honom i Himalaya.
- Max är Julian Kirrins son. Han gillar sport som fyrhjulingar och att åka skateboard.
- Allie är Anne Kirrins dotter. Anne flyttade till Kalifornien efter Universitetet och är nu en lyckad konstförsäljare. Allie föddes i Kalifornien innan hon flyttade till Falcongate. Hon är en shoppinggalning och använder sin mobil för att hålla kontakt med Amerika.
- Dylan är Dick Kirrins son. Han gillar teknologiska prylar och letar vägar för att få mer pengar.
- Timmy är en trogen hund.